# Diacantharius erythropygus
Diacantharius erythropygus là một loài tò vò trong họ Ichneumonidae.